# 호세 라우렐
호세 파치아노 라우렐 이 가르시아(필리핀어: José Paciano Laurel y García, 1891년 3월 9일~1959년 11월 6일)은 필리핀의 제3대 대통령이다. 그는 제2차 세계대전 당시 일본군이 필리핀을 침공하여 군정을 실시할 때 내세운 필리핀 제2공화국에서 대통령으로 내세워졌다. 코라손 아키노 정부의 부통령 겸 총리 직책을 지낸 살바도르 라우렐의 아버지이기도 하다.

## 생애

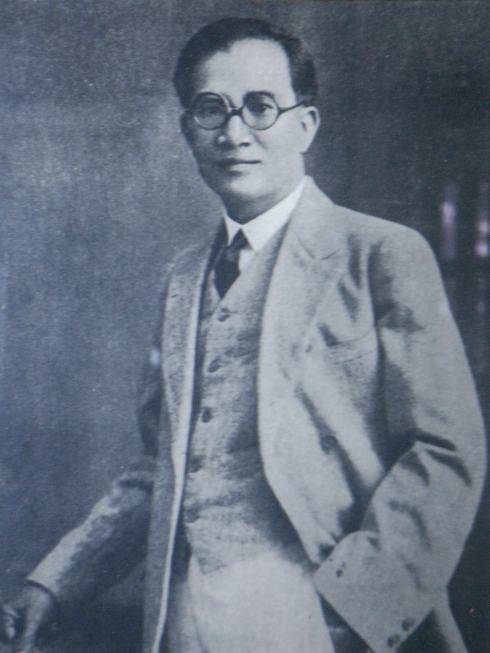
1922년 변호사 시절의 호세 라우렐

1891년 3월 9일 바탕가스주 타나우안의 부유한 정치인의 집안에서 태어났다. 아버지는 소테로 라우렐이었고, 모친은 호코바 가르시아였다. 그의 아버지는 에밀리오 아기날도의 혁명 정부에서 공직을 맡았으며, 1898년 마롤로스 헌법의 서명자였다.
10대 시절의 라우렐은 여자 친구와 삼각 관계에 있는 경쟁자를 바탕가스 칼로 거의 죽일 뻔함으로써 살인미수로 기소되었다. 로스쿨에서 학업을 하는 동안 그는 무죄를 주장하며, 결국은 무죄 선고를 받았다.
1915년에 필리핀 대학교 법학부를 나왔다. 그곳은 이후 미국 연방 대법원장이 되는 조지 A. 말콤이 학장으로 있는 곳이었다. 그후 1919년 산토 토마스 대학교에서 석사 학위를 취득했다. 그후 라우렐은 예일 법학대학원을 입학하여 그곳에서 법학 법사 학위를 받는다.
라우렐은 그의 공직을 신림청 직원으로 학생 때부터 시작한다. 이후 그는 필리핀 법전화의 업무를 하고 있는 법전 위위회의 서기로 일을 한다. 그가 법전 위원회로 일을 할 때, 그는 위원장인 이후 필리핀 대법원장이 되고, 젊은 라우렐에게 멘토가 되어줄 토마스 A. 스트리트를 소개 받았다.

1923년 필리핀 식민지 정부의 내무 장관에 취임. 그 후, 상원 의원, 헌법 제정 의회 의원, 대법원 판사, 법무장관 등을 역임했다.

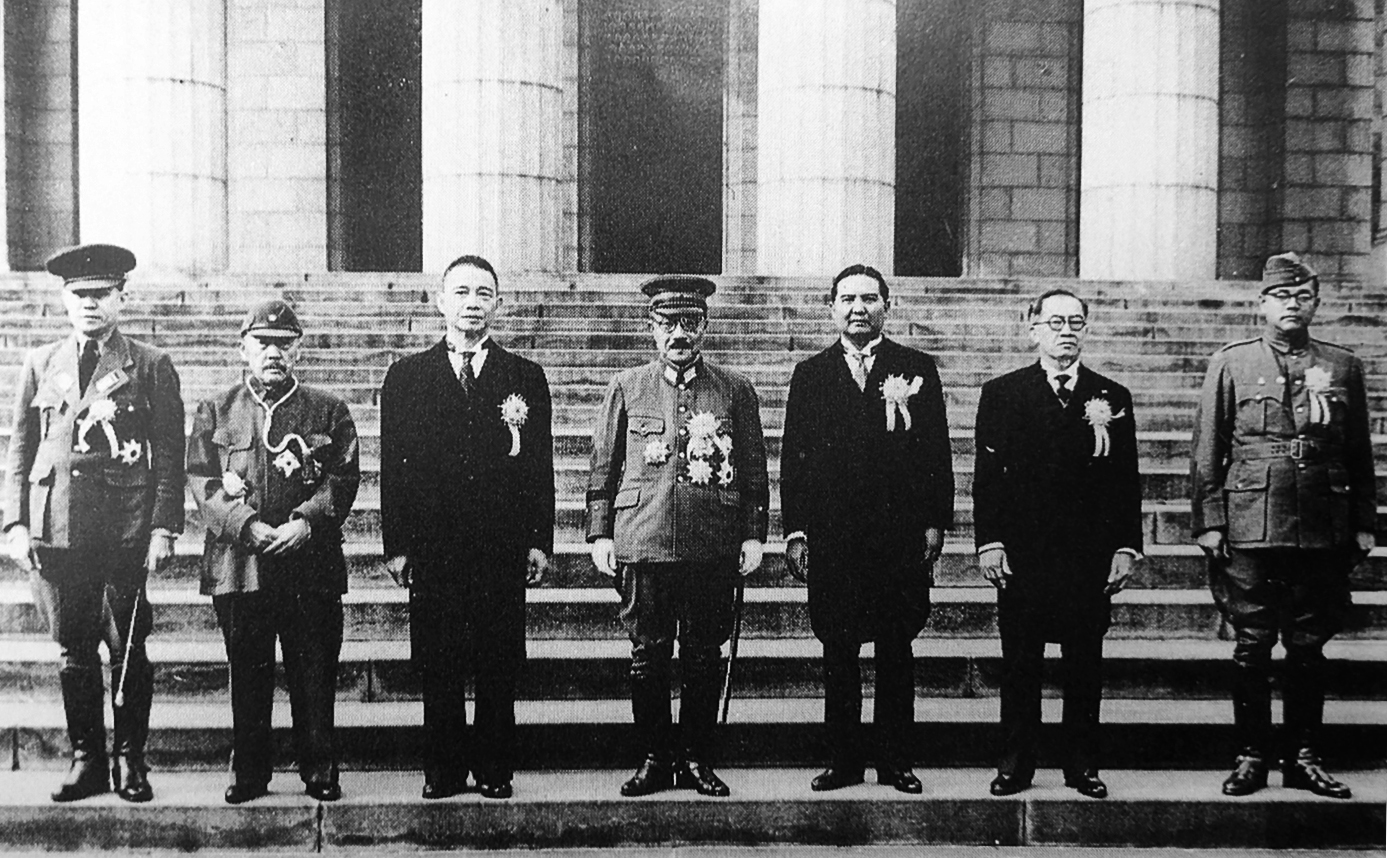
대동아 회의의 호세 라우렐

제2차 세계대전 발발 후 일본에 협력하며, 필리핀 행정위원회 위원을 지냈다. 제국 의회에서 도조 히데키 총리가 보여준 필리핀 독립의 방침을 받은 독립 준비위원회 위원장으로 헌법을 초안하였고, 1943년에 일본의 영향 하에 있는 국민 의회에 의해 공화국 대통령으로 선출되어 동년 1943년 11월 필리핀 대표로 대동아 회의에 참석하였다.
일본의 패전이 예정되면서 야마시타 도모유키 대장의 조언으로 1945년 3월말 간신히 필리핀을 탈출하여 대만으로 향한다. 대만에서는 당초 비빔밥에 허술한 식사 밖에 주어지지 않았다. 그 후, 일본 나라 현 나라호텔에서 망명 생활을 시작한다.
1945년 8월 15일, 일본의 항복 후 더글라스 맥아더 사령관의 명령에 따라 전범으로 지정되어, 가족과 요코하마 감옥에 두 달간, 그리고 스가모 구치소에 열 달 동안 수감되었다. 종전 이틀 후인 8월 17일 필리핀 제2공화국의 해체를 선언했다.
1946년 7월 귀국하여 친일 협력을 통해 132개 반역죄로 기소되었으나, 1948년 4월 마누엘 로하스 대통령의 사면을 받는다. 1951년에 상원의원으로 당선되었고, 1953년에는 막사이사이 대통령의 옹립에 진력했다. 1954년에는 경제 사절 단장으로 미국으로 건너가 “라우렐-랭리 협정”에 서명했다.
1957년에 공무에서 은퇴하며, 2년 뒤인 1959년 11월 6일에 68세의 나이로 사망했다.

## 역대 선거 결과
| 선거명      | 직책명        | 대수 | 정당     | 득표율  | 득표수      | 결과 | 당락 |
| ----------- | ------------- | ---- | -------- | ------- | ----------- | ---- | ---- |
| 1943년 선거 | 필리핀 대통령 | 3대  | 칼리바피 | 100.00% | 108표       | 1위  |      |
| 1949년 선거 | 필리핀 대통령 | 6대  | 국민당   | 37.22%  | 1,318,320표 | 2위  | 낙선 |

## 같이 보기
- 필리핀 제2공화국